# محوطه راچان
محوطه راچان مربوط به سده‌های میانه دوران‌های تاریخی پس از اسلام است و در شهرستان آشتیان، بخش مرکزی، دهستان گرکان، روستای آهو واقع شده و این اثر در تاریخ ۲۰ اسفند ۱۳۸۵ با شمارهٔ ثبت ۱۸۰۲۶ به‌عنوان یکی از آثار ملی ایران به ثبت رسیده است.